# Athamas (genre)
Pour l’article homonyme, voir Athamas.
Genre
Athamas est un genre d'araignées aranéomorphes de la famille des Salticidae.

## Distribution
Les espèces de ce genre se rencontrent en Océanie.

## Liste des espèces
Selon World Spider Catalog (version 18.0, 09/03/2017) :
- Athamas debakkeri Szüts, 2003
- Athamas guineensis Jendrzejewska, 1995
- Athamas kochi Jendrzejewska, 1995
- Athamas nitidus Jendrzejewska, 1995
- Athamas proszynskii Ono, 2011
- Athamas tahitensis Jendrzejewska, 1995
- Athamas whitmeei O. Pickard-Cambridge, 1877

## Publication originale
- O. Pickard-Cambridge, 1877 : On some new species of Araneidea, with characters of two new genera and some remarks on the families Podophthalmides and Dinopides. Proceedings of the Zoological Society of London, vol. 1877, p. 557-578 (texte intégral).